# Polymera (Polymera) chiriquiensis
Polymera (Polymera) chiriquiensis is een tweevleugelige uit de familie steltmuggen (Limoniidae). De soort komt voor in het Neotropisch gebied.